# Canton de Rennes-Sud-Est
Le canton de Rennes-Sud-Est est un ancien canton français situé dans le département d'Ille-et-Vilaine et la région Bretagne.

## Histoire
Créé au XIXe siècle, le canton de Rennes-Sud-Est est supprimé par le décret du 23 juillet 1973 réorganisant les quatre cantons de Rennes en dix cantons.
À l'origine, il était composé des communes de Vern, Chantepie, Cesson, Acigné, et d'une partie de Rennes.
Il est recréé par le décret du 25 janvier 1982 scindant le canton de Rennes-VII. Il est d'abord dénommé « canton de Rennes-VII-1 » avant de reprendre le nom de « canton de Rennes-Sud-Est » par décret du 16 janvier 1985.
Il est supprimé par le redécoupage cantonal de 2014.

## Composition

### De 1982 à 2015

Rennes découpée en cantons (sans les communes limitrophes). Les points sont les bureaux de vote.

Le canton de Rennes-Sud-Est regroupait les communes suivantes :
| Nom                | Code Insee | Intercommunalité | Population (dernière pop. légale)                |
| ------------------ | ---------- | ---------------- | ------------------------------------------------ |
| Rennes (chef-lieu) | 35238      | Rennes Métropole | Fraction : 19 023(2012) Commune : 213 454 (2014) |
| Chantepie          | 35055      | Rennes Métropole | 10 576 (2014)                                    |
| Vern-sur-Seiche    | 35352      | Rennes Métropole | 7 914 (2014)                                     |

La fraction de Rennes située dans le canton correspond globalement au quartier Francisco-Ferrer - Vern - Poterie.

## Représentation

### Conseillers généraux de 1833 à 1973
| Période                                  | Période           | Identité                                  | Étiquette           | Qualité                                                                                       |
| ---------------------------------------- | ----------------- | ----------------------------------------- | ------------------- | --------------------------------------------------------------------------------------------- |
| 1833                                     | 1848              | Auguste Laumailler (1805-1872)            |                     | Notaire à Rennes                                                                              |
| 1848                                     | 1852              | Armand Louis Huchet de Cintré (1813-1882) | Royaliste           | Propriétaire à Rennes, propriétaire du château de Brielles, député (1871-1873)                |
| 1852                                     | 1862              | Aimé Legeard de la Diriays                |                     | Président de chambre à la cour impériale de Rennes                                            |
| 1862                                     | 1867              | Pierre Colliot de la Hattais              |                     | Adjoint au maire de Rennes                                                                    |
| 1867                                     | 1877              | Edmond d'Aubrée                           | Bonapartiste        | Docteur-médecin                                                                               |
| 1877                                     | 1883              | Louis Foucqueron                          | Républicain radical | Conseiller à la Cour                                                                          |
| 1883                                     | 1889              | Théodore Guillard                         | Républicain modéré  | Avoué, suppléant du juge de paix, Rennes                                                      |
| 1889                                     | 1889 (annulation) | Georges Boulanger                         | Boulangiste         | Général, député du Gard (1888-1889), ministre de la Guerre (1886)                             |
| 1889                                     | 1895 (démission)  | François-Alfred Vieille                   | Républicain         | Comptable, leader de l'Union républicaine de Rennes                                           |
| 1895                                     | 1919              | René Le Hérissé                           | Gauche démocratique | Militaire, député (1886-1913), sénateur (1913-1920), maire d'Antrain (1892-1894 et 1908-1922) |
| 1919                                     | 1940              | Eugène Quessot                            | SFIO                | Employé SNCF, maire-adjoint de Rennes                                                         |
|                                          |                   |                                           |                     |                                                                                               |
| 1945                                     | 1949 (décès)      | Eugène Quessot                            | SFIO                | Employé SNCF, maire-adjoint de Rennes, sénateur d'Ille-et-Vilaine (1946-1948)                 |
| 29 mai 1949                              | 1958              | Émile Neumayer                            | RPF puis RS         | Agent d'assurances à Rennes                                                                   |
| 1958                                     | 1962 (décès)      | Léon Grimault                             | MRP                 | Retraité des Chemins de fer                                                                   |
| 1962                                     | 1973              | Henri Garnier                             | MRP puis CD         | Avocat                                                                                        |
| Les données manquantes sont à compléter. |                   |                                           |                     |                                                                                               |

### Conseillers généraux de 1973 à 1982
Voir Canton de Rennes-VII.

### Conseillers généraux de 1982 à 2015
| Période | Période | Identité            | Étiquette | Qualité |
| ------- | ------- | ------------------- | --------- | --- |
| 1982    | 1985    | Michel Phlipponneau | PS        | Agrégé de géographie et professeur d’université, 1er adjoint au maire de Rennes (1977-1989), président de Rennes District. |
| 1985    | 1998    | Jean-Pierre Dagorn  | UDF       | Directeur centre de gestion agréé, conseiller municipal de Rennes (1983-2001)                                              |
| 1998    | 2015    | Mireille Massot     | PS        | Professeur des écoles, adjointe au maire de Rennes (2001-2008), conseillère municipale de Chantepie (2008-2011)            |

### Conseillers d'arrondissement (de 1833 à 1940)
| Période                                  | Période      | Identité                     | Étiquette | Qualité |
| ---------------------------------------- | ------------ | ---------------------------- | --------- | --- |
| 1833                                     | 1848         | François Louis Marie Séveno  |           | Avoué à la cour royale de Rennes                                                                                             |
|                                          |              |                              |           | |
| 1901                                     | 1910         | Jules Coutances (1833-1912)  | Libéral   | Ancien chef d'escadron d'artillerie territoriale, propriétaire à Rennes                                                      |
| 1910                                     | 1919 (décès) | Théophile Fouéré             | Radical   | Fabricant tanneur à Rennes                                                                                                   |
| 1919                                     | 1922         | Jean Montagnon (?-1931)      | RG        | Chef de bureau de la Compagnie des chemins de fer, puis armateur à Saint-Malo, conseiller municipal de Rennes                |
| 1922                                     | 1934         | M. Roques                    | Radical   | Conseiller municipal de Rennes                                                                                               |
| 1934                                     | 1940         | Honoré Commeurec (1878-1945) | SFIO      | Ouvrier typographe, militant syndicaliste à Rennes, Mort en déportation le 13 février 1945 au camp de Neuengamme (Allemagne) |
| 1940                                     |              |                              |           | Les conseils d'arrondissement ont été suspendus par la loi du 12 octobre 1940 et n'ont jamais été réactivés                  |
| Les données manquantes sont à compléter. |              |                              |           | |

## Démographie
| 1990   | 1999   | 2006   | 2011   | 2012   |
| ------ | ------ | ------ | ------ | ------ |
| 27 516 | 33 459 | 35 250 | 36 840 | 37 247 |